# マルガリータ・サラス
初代カネーロ侯爵マルガリータ・サラス・ファルゲラス（スペイン語: Margarita Salas Falgueras, 1st Marquise of Canero, 1938年11月30日 - 2019年11月7日）は、スペイン・オビエド県（現・アストゥリアス州）出身の生化学者・分子遺伝学者。

## 経歴
サラスはオビエド県（現・アストゥリアス州）カネーロに生まれた。マドリードのマドリード・コンプルテンセ大学を卒業し、1961年に博士号(Ph.D)を取得した。指導教官はスペイン国立研究所(CSIC)のアルベルト・ソルスである。1967年にはアメリカ合衆国に渡り、ノーベル生理学・医学賞受賞者のセベロ・オチョアと共に働いた。サラスと夫のエラディオ・ビニュエラは、生化学と分子生物学の分野でスペイン国内の研究を促進する役割を担った。博士課程の学生40人以上の指導教官を務め、200本以上の科学論文を執筆した。スペイン国立研究所でバイオテクノロジー分野の教授を務めた。
1991年にカルロス・フィンレイ微生物学賞、2000年にロレアル-ユネスコ女性科学賞を受賞した。2001年12月20日にはレアル・アカデミア・エスパニョーラの会員に選出され、2003年6月4日には会員の席を得た。2008年7月11日にはフアン・カルロス1世国王によって初代カネーロ侯爵の栄誉を得た。
2016年にはスペイン王立科学アカデミーの最高賞「エチェガライ・メダル」を受賞した。
2019年11月7日にマドリードで没した。80歳没。
生前にはスペイン王立科学アカデミー、ヨーロッパ科学芸術アカデミー、アメリカ芸術科学アカデミー、アメリカ微生物学会、米国科学アカデミー、セベロ・オチョア財団の会員であった。